# Padinska Skela
Padinska Skela (serb. Падинска Скела) - przedmieście Belgradu (Serbia), w dzielnicy Palilula, liczące 9200 mieszkańców (2006). Przemysł spożywczy. W dzielnicy funkcjonuje klub piłkarski PKB Padinska Skela.